# Università Iuav di Venezia
Università Iuav di Venezia (Uniwersytet Iuav w Wenecji) – uczelnia architektoniczna, założona w 1926 roku w Wenecji jako Istituto Universitario di Architettura di Venezia (Uniwersytecki Instytut Architektury w Wenecji, w skrócie Iuav).

## Historia i działalność
Uniwersytet Iuav został założony w 1926 roku w Wenecji jako jedna z pierwszych uczelni architektonicznych we Włoszech. Jest jedynym uniwersytetem we Włoszech, który zapewnia gruntowne kształcenie i praktykę w zakresie architektury, urbanistyki, wzornictwa przemysłowego, sztuk wizualnych, teatru i mody. Należy zarazem do najlepszych uczelni artystycznych i szkół wzornictwa przemysłowego w Europie i na świecie. Dzieli się na 3 wydziały:
- Architettura Costruzione Conservazione (Architektura, Konstrukcja, Konserwacja),
- Progettazione e pianificazione in ambienti complessi (Projektowanie i planowanie w środowiskach złożonych),
- Culture del progetto (Kultura projektowania)[1].

Oferta edukacyjna obejmuje 5 kursów licencjackich i 7 magisterskich z zakresu architektury, projektowania, mody, sztuk wizualnych, urbanistyki i planowania przestrzennego oraz teatru, a także liczne kursy specjalizacyjne i doktoranckie z 8 programami nauczania. Uczelnia posiada system laboratoriów wyposażonych w wysoce specjalistyczny sprzęt, dostępnych również dla klientów zewnętrznych oraz zbiory biblioteczne z zakresu architektury i urbanistyki.
W procesie kształcenia Iuav łączy tradycję z innowacyjnością dając studentom możliwość współdziałania z wybitnymi nauczycielami akademickimi i profesjonalistami z całego świata, oferuje kursy i staże we Włoszech i za granicą oraz zachęca do wymiany studentów. Dostarczanie specjalistycznej wiedzy ma celu zapewnienia absolwentom skutecznego wejścia na światowy rynek pracy.
Opłaty za studia są oparte na dochodach, dorobku i osobistej sytuacji studenta. Corocznie przyznawane są stypendia oraz inne formy finansowania nauki. Najlepsi kandydaci zagraniczni mogą ubiegać się o udział w programie „Study@Iuav”, który oferuje 6 stypendiów i 30 rodzajów zwolnień z czesnego. Aby ocenić swoją sytuację finansową kandydat powinien, zgodnie z prawem włoskim, złożyć wniosek o deklarację ISEE (Equivalent Economic Situation Indicator).

### Współpraca
Iuav współpracuje z wieloma instytucjami kulturalnymi w Wenecji (Biennale w Wenecji, Teatro la Fenice, Palazzo Grassi, Fondazione Musei Civici di Venezia), we Włoszech (Teatro Due w Parmie, teatry w Rzymie i Turynie, Triennale di Torino) i na świecie Philadelphia Museum of Art, New York University, Massachusetts Institute of Technology).

## Znane osobistości związane z Università Iuav
- Franco Albini
- Carlo Aymonino
- Lodovico Barbiano di Belgiojoso
- Mario Botta
- Renato Brunetta
- Giancarlo De Carlo
- Carlo Scarpa